# شهدطوطی سرسیاه
شهدطوطی سرسیاه (نام علمی: Lorius lory) نام یک گونه از زیرخانواده شهدخورطوطیان است.